# Glaucina biartata
Glaucina biartata là một loài bướm đêm trong họ Geometridae.